# Пархачёв, Дмитрий Александрович
Дми́трий Алекса́ндрович Па́рхачев (бел. Дзмітрый Аляксандравіч Пархачоў; род. 30 декабря 1984 или 2 января 1985, Кобрин, Брестская область) — белорусский футболист, защитник.

## Карьера
Начал заниматься футболом в одиннадцать лет в родном городе Кобрин. В 9-м классе его пригласили в РУОР. Позже играл за «Днепр-Трансмаш». В восемнадцать лет подписал свой первый профессиональный контракт с минским «Динамо». В 2004 вместе с «Динамо» выиграл чемпионат Белоруссии. Затем играл за брестское «Динамо», вместе с которым завоевал Кубок Белоруссии 2007. Из-за конфликта с тренером он покинул клуб.
В 2007 году попал в бакинский «Олимпик». После играл за казахстанские клубы «Восток» и «Ордабасы». В декабре 2008 года побывал на просмотре в «Носте». После подписал контракт с «Тоболом». Дмитрий отыграл всего половину сезона, и ушёл в другой казахстанский клуб «Жетысу».
После окончания сезона 2011 Пархачёв перешёл в азербайджанский клуб «Кяпаз» из города Гянджа. В чемпионате сыграл 26 матчей и отличился 3 забитыми голами. В июне 2012 года вернулся в Казахстан и подписал контракт с «Кайсаром» из Кызыл-орды. Помог клубу победить в Первой лиге, по окончании сезона покинул команду.
В январе 2014 года подписал контракт с клубом «Атырау». В марте получил гражданство Казахстана, благодаря чему перестал считаться легионером в местном чемпионате. В январе 2016 года стало известно, что «Атырау» не будет продлевать контракт с игроком.
Вскоре после ухода из «Атырау» подписал контракт с дебютантом белорусской Высшей лиги — клубом «Городея», где закрепился в стартовом составе на позиции левого полузащитника. В сезоне 2017 стал реже появляться в основе, нередко выходил на замену в конце матча. В сезоне 2018 сыграл только в пяти матчах, выйдя на замену, и в июне покинул клуб.
В июле 2018 года перешёл в «Крумкачи». Помог столичной команде по результатам сезона 2018 выйти в Первую лигу. В январе 2019 года продлил контракт с клубом, который поменял название на НФК. В мае, после отставки главного тренера Алексея Кучука, покинул команду.
Позднее перешёл на тренерскую работу в академию минского «Динамо».

## Личная жизнь
Женат на девушке Пархачева-Сивая Татьяна Николаевна

## Достижения
- Чемпион Белоруссии: 2004
- Обладатель Кубка Белоруссии: 2007